# Géographie politique de la mer Baltique

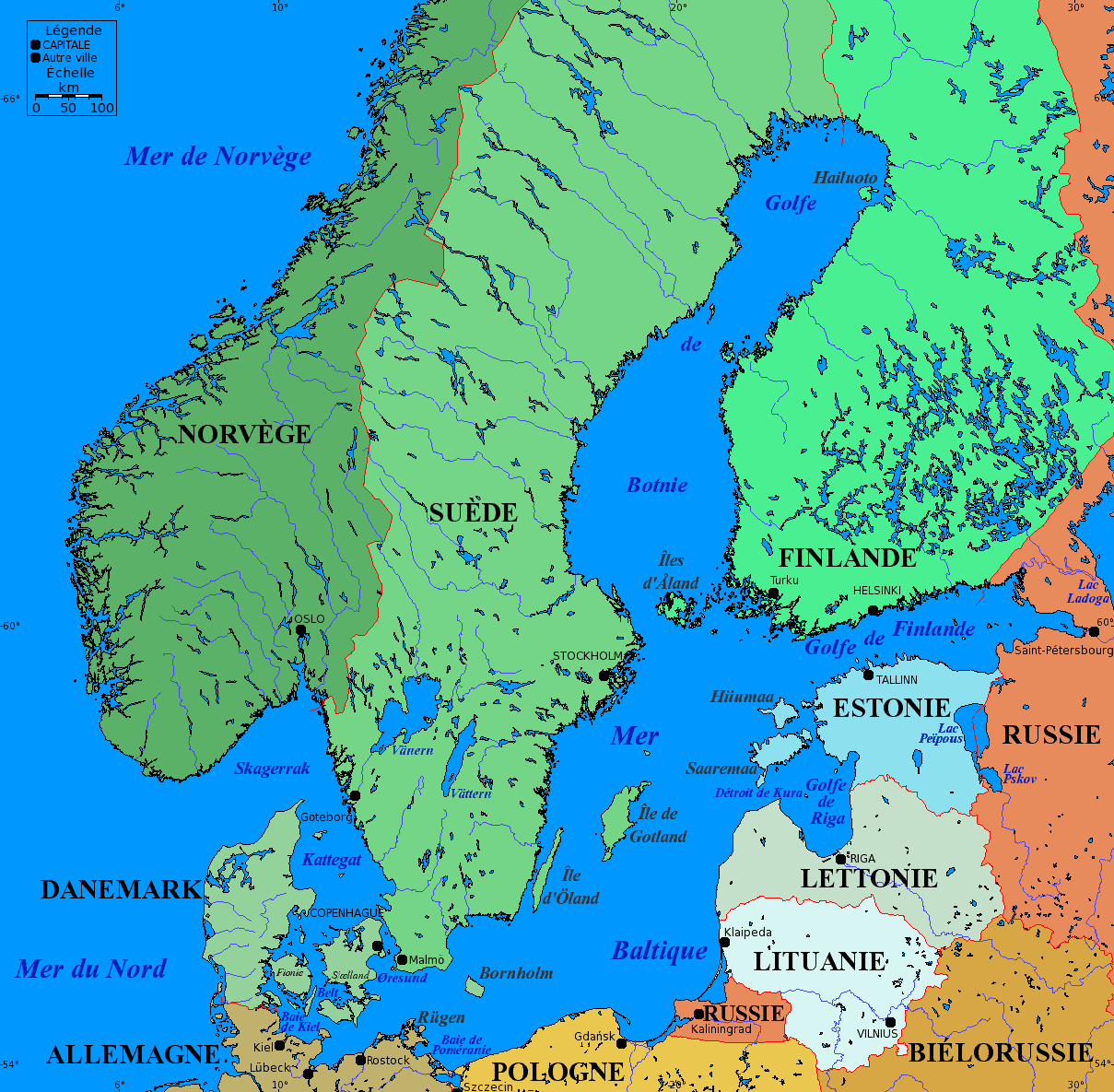
Les pays riverains de la mer Baltique.
Les pays à dominante verte sont les pays nordiques (Islande exceptée) : Norvège, Suède, Danemark et Finlande.
Les pays à dominante bleue sont les pays baltes : Estonie, Lituanie et Lettonie.
Les autres pays sont dans des couleurs diverses : Russie, Pologne, Allemagne et Biélorussie.

La région de la mer Baltique comprend neuf pays riverains qui ont un accès sur cette mer ouverte uniquement sur la mer du Nord ; parmi eux, huit sont membres de l'Union européenne et pour cinq d'entre eux, elle est leur seul accès aux routes maritimes internationales. L'unique sortie vers la mer libre est le Cattégat entre le Danemark et la Suède.

## États riverains
- Allemagne au sud-ouest, qui dispose d'une autre façade maritime sur la mer du Nord ;
- Danemark à l'ouest, qui dispose d'une autre façade maritime sur la mer du Nord ;
- Suède au nord-ouest, qui dispose de la plus grande façade maritime sur la Baltique ;
- Finlande au nord, son unique façade maritime ;
- Estonie, au sud-est, son unique façade maritime ;
- Lettonie, au sud-est, son unique façade maritime ;
- Lituanie, au sud-est, son unique façade maritime ;
- Pologne, au sud, son unique façade maritime ;
- Russie à l'est du golfe de Finlande, ainsi que l'exclave de Kaliningrad, au sud.

Tous ces pays plus la Norvège, l'Islande et l'Union européenne forment le Conseil des États de la mer Baltique.